# Zenit (sterrenkundig tijdschrift)
Zenit is een populairwetenschappelijk tijdschrift voor amateurastronomen dat in opdracht van de Koninklijke Nederlandse Vereniging voor Weer- en Sterrenkunde wordt uitgegeven. 
Het blad is in 1974 voortgekomen uit de tijdschriften Hemel en Dampkring (thans KNVWS en de Vlaamse Vereniging voor Sterrenkunde) en Macro (Meervoudig Amateur Centrum Ruimtewaarnemingen en Onderzoek). De eerste jaargang werd nog uitgegeven door de Centrale Uitgeverij te Heerlen, maar vanaf 1975 werd het blad uitgegeven door Stichting De Koepel. Dankzij cursussen op televisie bij Teleac groeide het ledenaantal enkele malen flink. Zenit groeide uit tot een blad waarin zowel amateurs als onderzoekers publicaties plaatsen waaronder Kees de Jager (1921-2021) die sinds 2006 de rubriek Terugblik verzorgde.
Op 1 januari 2014 beëindigde stichting De Koepel haar activiteiten. Sindsdien wordt Zenit uitgegeven door Stip Media te Alkmaar.